# 1928 en Alberta
Chronologie de l'Alberta
- 1924
- 1925
- 1926
- 1927
- 1928
- 1929
- 1930
- 1931
- 1932

Cette page concerne des événements qui se sont produits durant l'année 1928 dans la province canadienne de l'Alberta.

## Politique
- Premier ministre : John Edward Brownlee des United Farmers
- Chef de l'Opposition :
- Lieutenant-gouverneur : William Egbert
- Législature :

## Naissances
- 3 janvier : Frank Ross Anderson, joueur d'échecs canadien né à Edmonton et mort le 18 septembre 1980 à San Diego. Maître international en 1954, il a remporté deux fois le championnat du Canada d'échecs : en 1953, ex æquo avec Daniel Yanofsky, et en 1955.
- 7 mai : Bruno Gerussi, acteur et réalisateur canadien né à Medicine Hat, décédé le 21 novembre 1995 à Vancouver (Canada).
- 8 juin : Bobby Kromm, né à Calgary et mort le 9 juin 2010 à Détroit aux États-Unis, est un entraîneur de hockey sur glace.
- 26 juillet : Peter Lougheed, premier ministre de l'Alberta.
- 31 octobre : Dianne Foster (parfois créditée Diane Foster) , actrice canadienne, de son vrai nom Olga Helen Laruska, née à Edmonton  et morte le 27 juillet 2019[1].
- 23 novembre : Eugene Nicholas Kiniski (né à Edmonton et mort le 14 avril 2010 à Blaine), joueur de football canadien et un catcheur canadien. Il est joueur de football canadien chez les Eskimos d'Edmonton pendant quatre saisons avant de devenir catcheur.  Au cours de sa carrière il remporte notamment une fois le championnat du monde poids lourd de la National Wrestling Alliance ainsi que le championnat du monde poids lourd de l'American Wrestling Association.